# Choisya ternata
Pour les articles homonymes, voir oranger du Mexique.
Espèce
Classification phylogénétique
Synonymes
- Choisya grandiflora Regel, 1876
- Juliania caryophillata La Llave & Lex., 1825[1]

Choisya ternata, ou Oranger du Mexique, est une espèce de buisson aromatique à feuillage persistant de la famille des Rutaceae, originaire d'Amérique du Nord depuis le sud-ouest des États-Unis (Arizona, Nouveau-Mexique, Texas) jusqu'à la majeure partie du Mexique.
Le nom d'oranger du Mexique provient de la ressemblance de ses fleurs avec celles de l'oranger, à la fois par la forme et par le parfum.
Son introduction en Europe eut lieu vers 1825 grâce au botaniste Aimé Bonpland qui le découvrit au Mexique vers 1804 à la fin de l'expédition entreprise avec le baron prussien Alexandre de Humboldt en Amérique latine qui dura cinq années. Un autre spécimen a été découvert en 1866 dans les montagnes mexicaines par M. Hann, collecteur botaniste de la Commission scientifique française.

## Description
L'arbuste à souche ligneuse et au port buissonnant dense et arrondi atteint 1 à 3 m en tous sens.
Les feuilles sont sessiles opposées, obovales, vert clair et brillantes, composées de plusieurs folioles (3 en général, d'où l'épithète de ternata) largement oblongues, assez épaisses, ponctuées, de 4-8 cm.
Les fleurs sont en forme d'étoile, de 3 à 5 cm de diamètre, avec de 4 à 7 pétales blanc pur, de 8 à 15 étamines jaunes d'or et un stigmate vert. Les cymes de 3 à 9 fleurs qui dépassent le feuillage apparaissent à la fin du printemps et en été et remontent souvent en automne (fleur à deux floraisons).
Le fruit est une capsule à 5 loges.

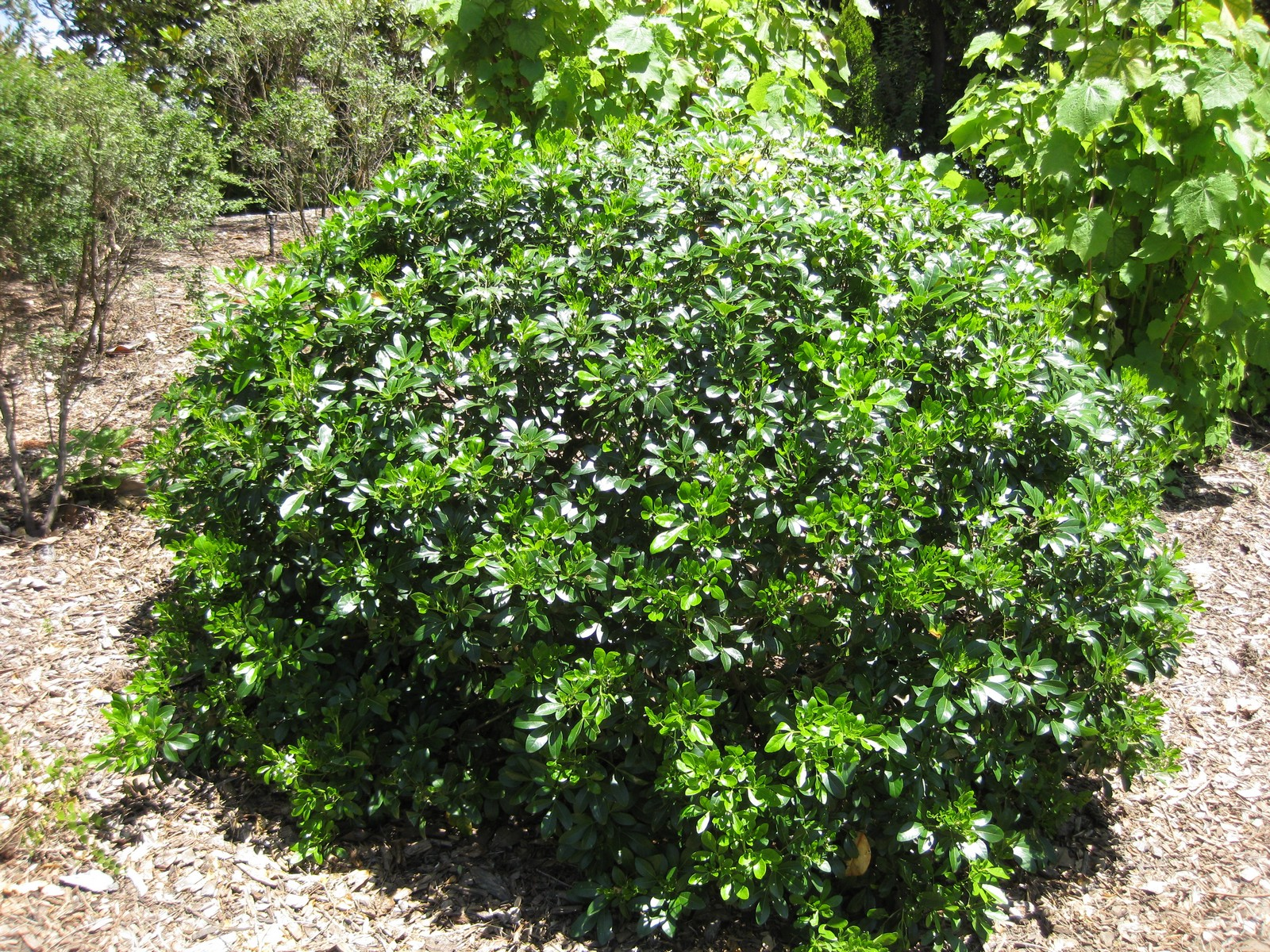
Aspect d'ensemble, en hiver
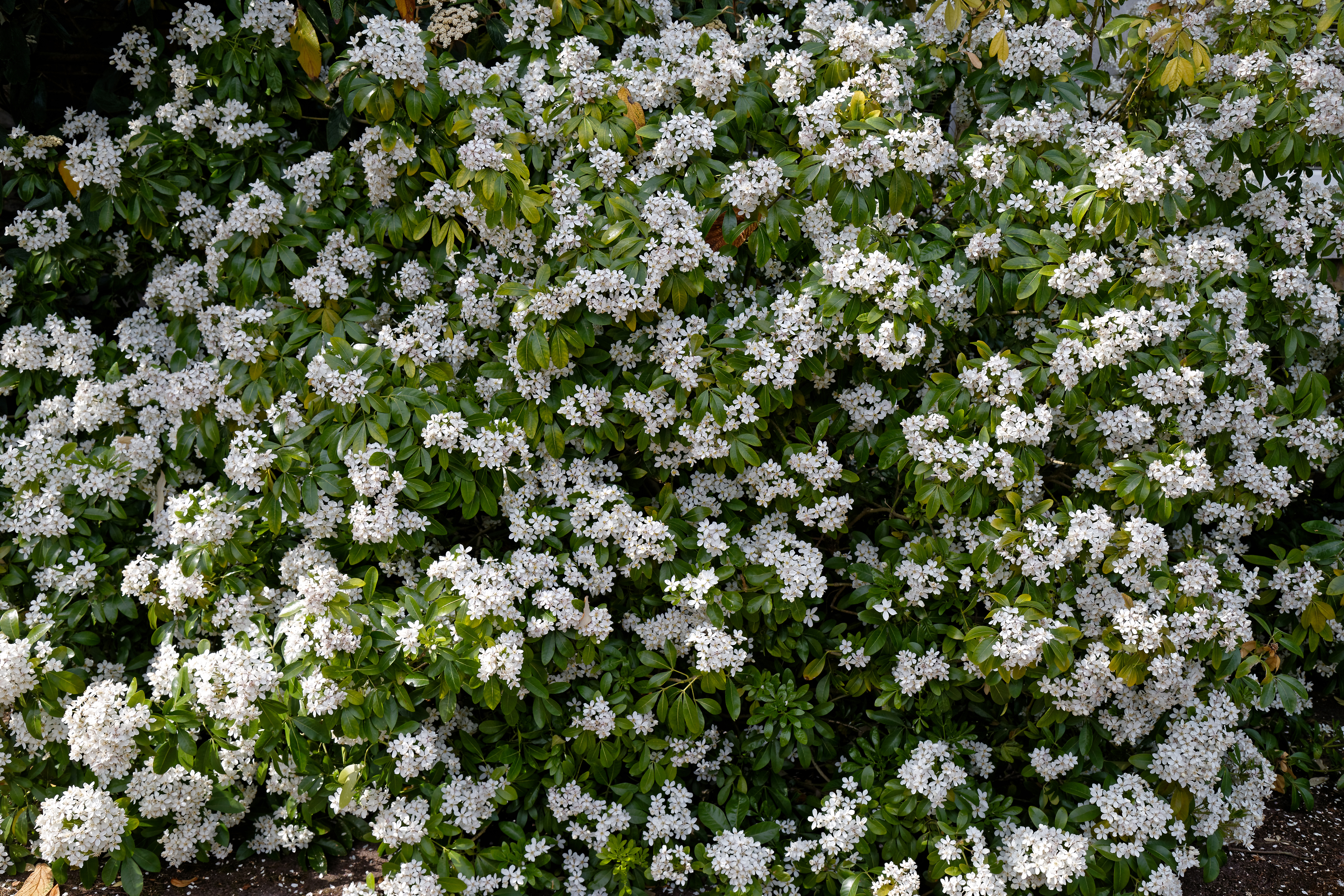
Aspect d'ensemble, en fleurs
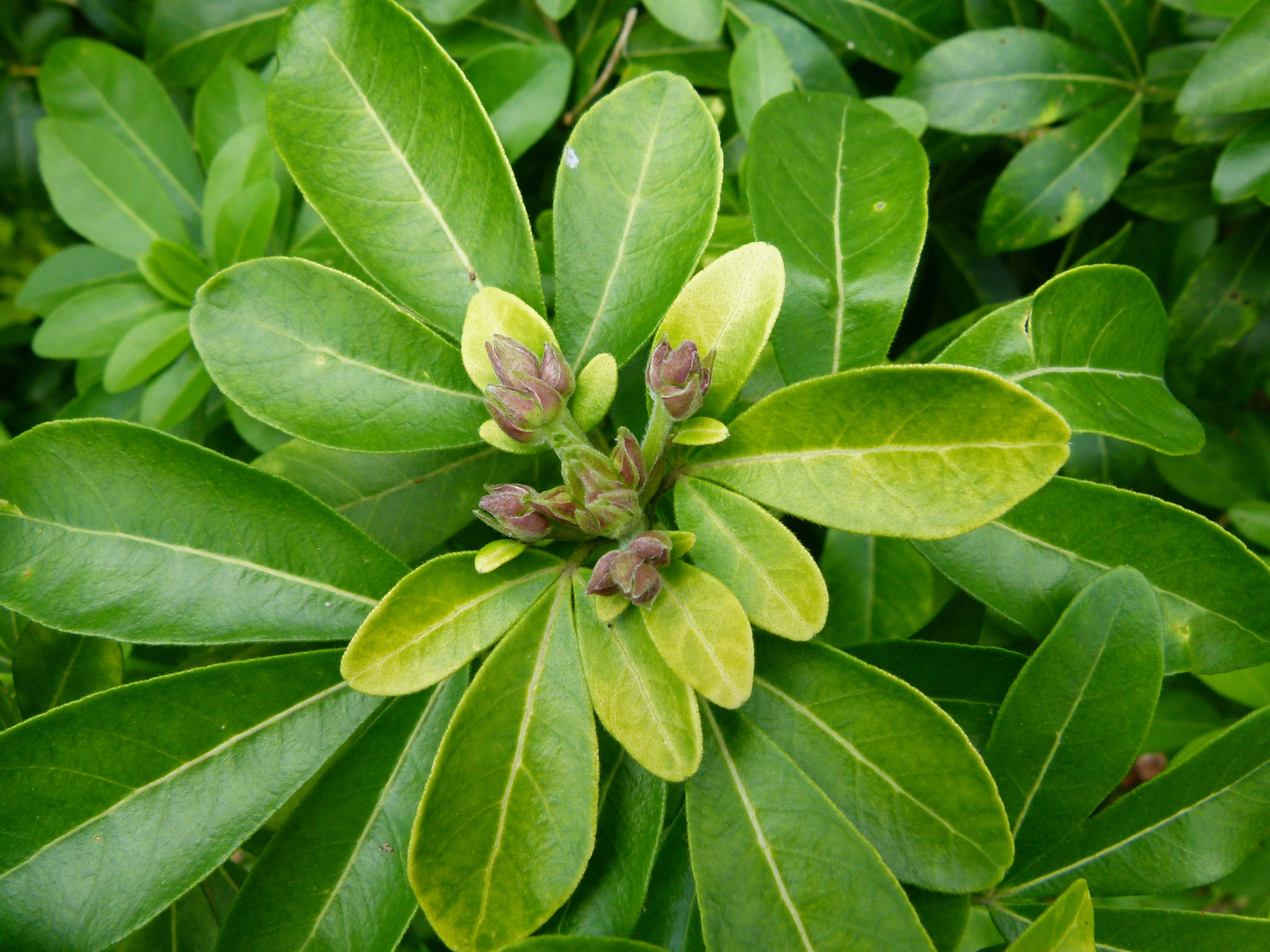
Jeune rameau en boutons
Inflorescence immature et feuilles
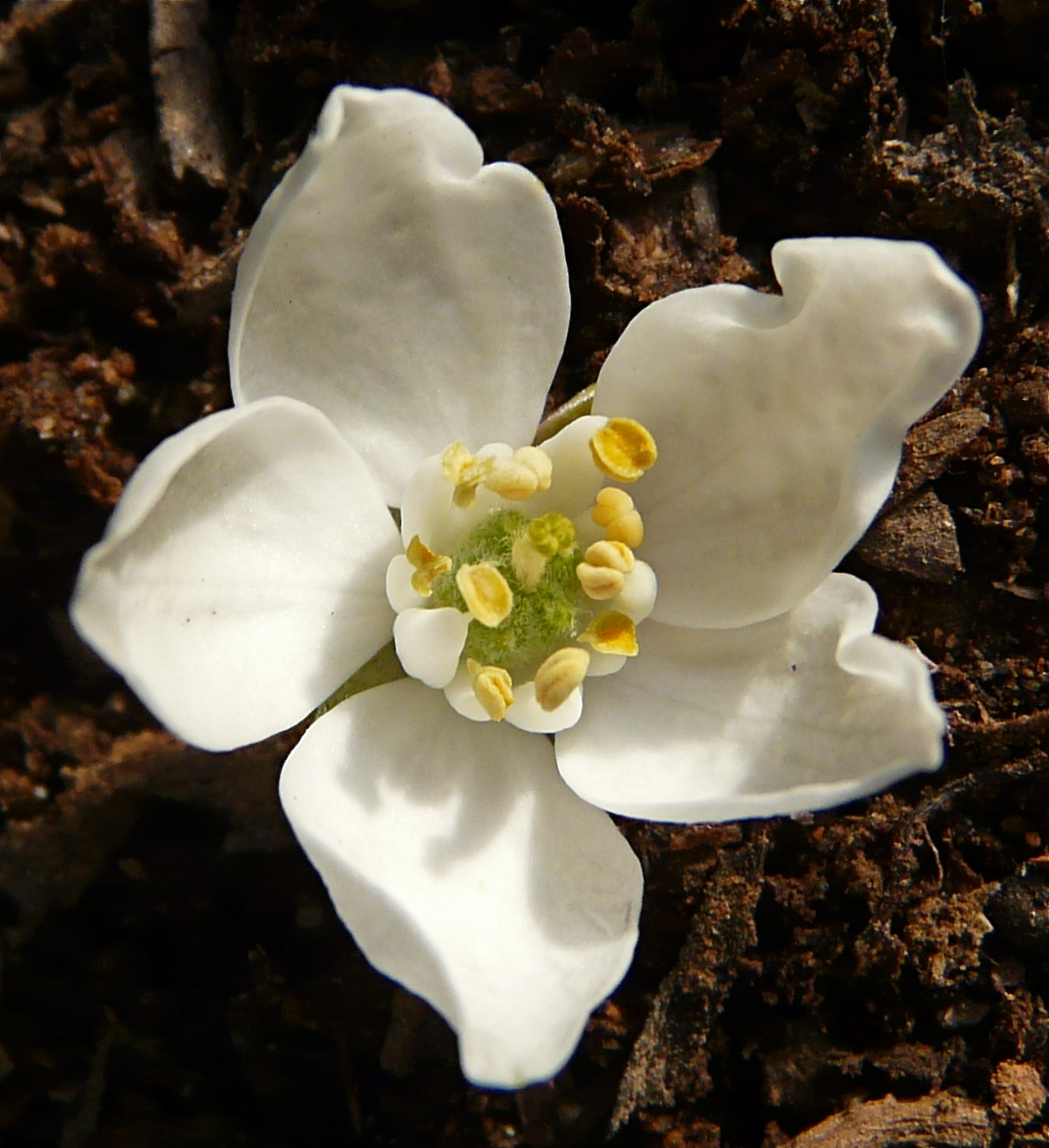
Fleur en gros plan
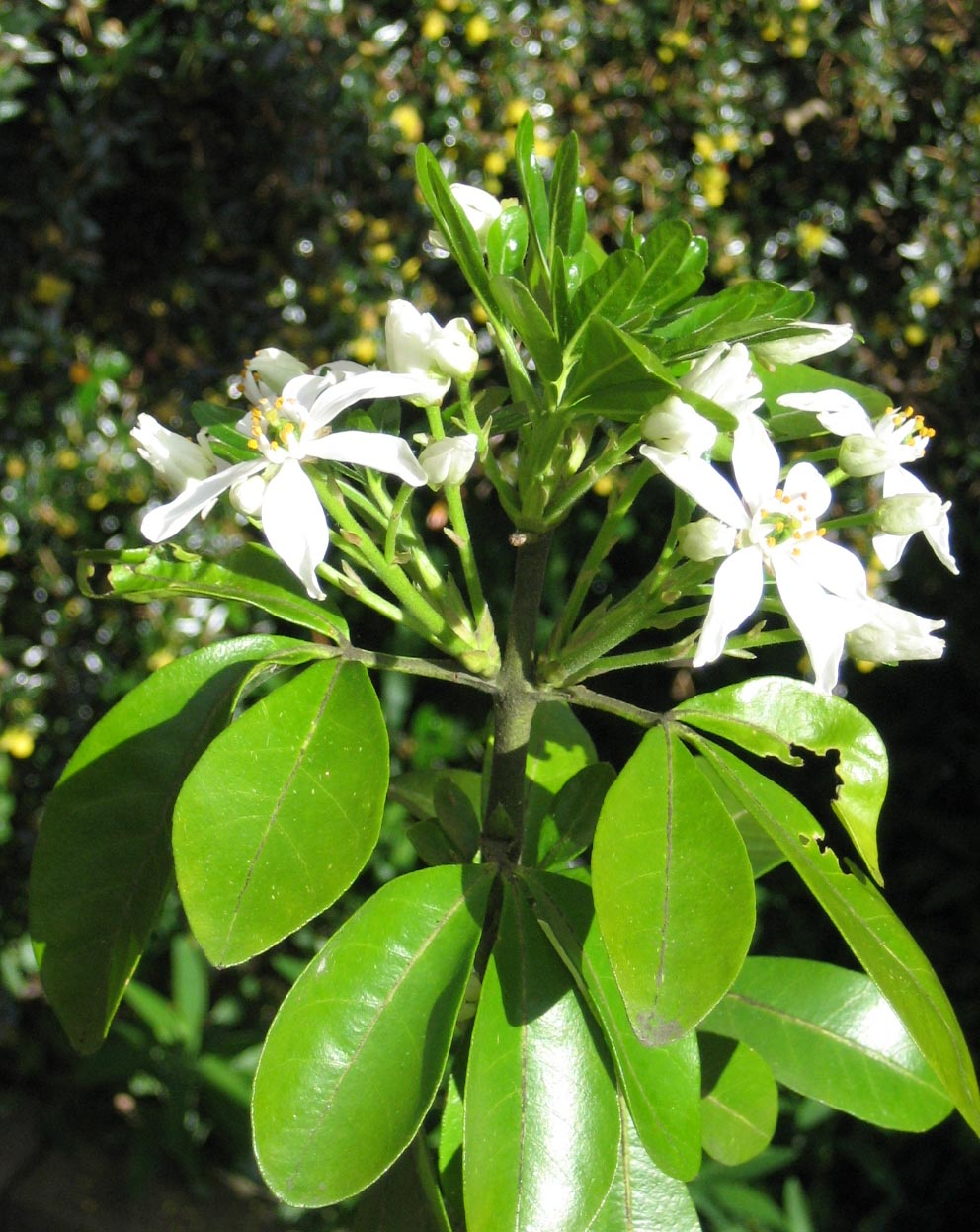
Jeune pousse après floraison

## Culture et usage
C'est une plante d'ornement (utilisée en isolé, en massifs, voire en haie taillée) à croissance rapide appréciée dans les régions à hivers doux, pour ses feuilles et fleurs fortement aromatiques. Les fleurs, qui produisent un nectar abondant, sont aussi appréciées par les abeilles.
Elle apprécie une exposition au soleil ou à mi-ombre et une terre bien drainée et assez riche. L'oranger du Mexique supporte le calcaire mais sans excès.
Il supporte également le froid jusqu'à -10 °C mais craint les courants d'air froid.
Se bouture très facilement de juin à septembre avec des rameaux semi-aoûtés (tiges de têtes semi-ligneuses). Marcottage possible.
Beaucoup d'alcaloïdes quinoléiniques ont été isolés à partir des feuilles de C. ternata. Un alcaloïde dérivé de l'anthranilate, le ternanthranine, peut être considéré comme responsable de l'activité anti-nociceptive des extraits bruts de cette plante.

### Cultivars
Plusieurs cultivars ont été sélectionnés :
- Choisya 'Aztec Pearl' aux feuilles vert sombre, formées de folioles linéaires, il fleurit 2 fois au début de l'été et vers le début de l'automne ;
- Choisya 'White dazzler' : hybride de 'Aztec Pearl' avec C. dumosa qui lui donne une forme plus compacte. Floraison blanche recouvrant tout le feuillage composé de feuilles divisées;
- Choisya 'Goldfingers' au feuillage vert sombre brillant plus large et à l'abondante floraison blanche ;
- Choisya ternata 'Moonsleeper’ au feuillage jaune doré ;
- Choisya ternata 'Sundance' au jeune feuillage jaune doré virant au jaune verdâtre à vert tendre en vieillissant, peu florifère.

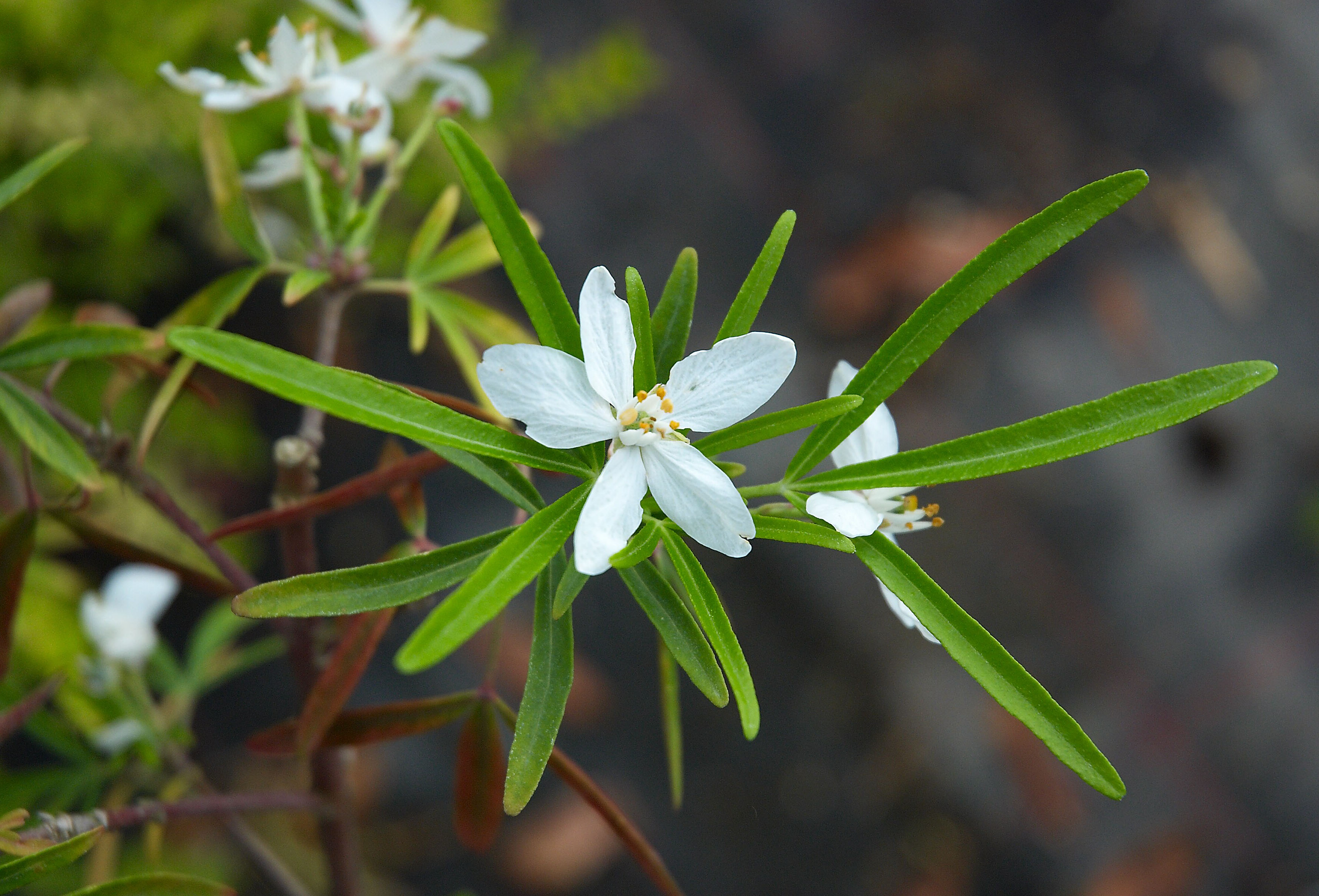
'Aztec Pearl'
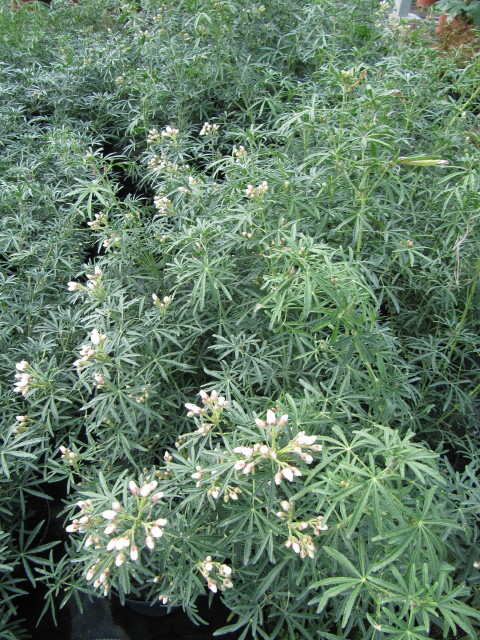
'White Dazzler'
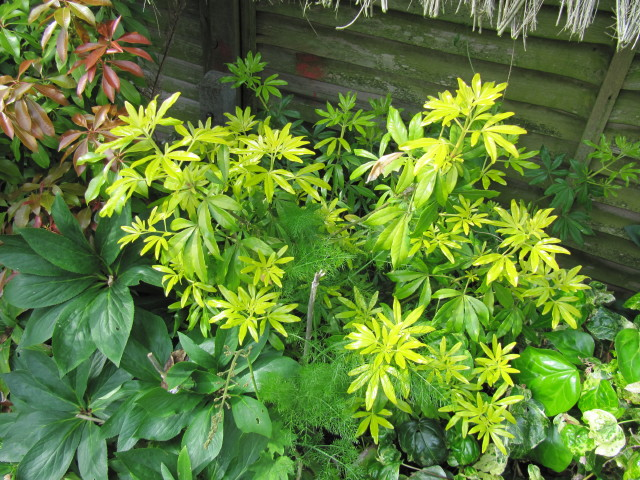
'Goldfinger'